# Реновн (футбольний клуб)
Спортивний клуб «Реновн» або просто «Реновн» (англ. Renown Sports Club) — ланкійський футбольний клуб з Котахена, передмістя Коломбо.

## Історія
Заснований у 1960 році братами Піріс у передмісті Коломбо — Котахені. Протягом понад 50-річної історії команда виграла 10 трофеїв: 4 титули переможця національного чемпіонату та 6 разів національного кубку. Переважну більшість своїх трофеїв «Реновн» завоював у 1980-1990-х роках, коли вважався одним з найсильніших клубів країни. 
Завдяки перемозі в національних змаганнях двічі брав участь у континентальних змаганнях під егідою АФК: у Кубку володарів кубків Азії (1994/95) та Кубку президента АФК, проте без особливого успіху.

## Досягнення
- 1982, 1987: срібло Кубку чемпіонів.
- 1983: Переможець Ліги C міста Коломбо.
- 1983: Меморіальний Кубок чемпіонів Й.А. Сугатхадаса.
- 1989, 1991: Золотий Кубок чемпіонів ім. Абдул Рахмана.
- 1989: Головний Кубок чемпіонів.
- 1989: Головний Кубок чемпіонів ім. Х.М. Мохамеда
- 1989, 1991: Меморіальний кубок Джаянтха Малімарачічі
- 1989: Меморіальний Кубок чемпіонів ім Вінсента Піріса. (засновник — «Реновн»)
- 1991: Закритий кубок чемпіонів Поліції.
- 1992: Закритий кубок чемпіонів Шкіл Шрі-Ланки.
- 1993: Меморіальний кубок чемпіонів ім. Лоуренса Фернандо. (засновник — «Ратнам»)
- 1993: Меморіальний кубок чемпіонів ім. Махінди Алувіара.
- 1994: Закритий кубок Ратнам («Реновн» проти переможця чемпіонату Малайзії).
- 1998: Меморіальний Трофей чемпіонів імені Вівен Гунавардана.
- 2009: переможець чемпіонату Шрі-Ланки з футзалу.

- Прем'єр-ліга Шрі-Ланки
  -  Чемпіон (4): 1990, 1993, 1994, 2009

- Кубку Футбольної асоціації Шрі-Ланки
  -  Володар (6): 1986/87, 1988/89, 1989/90, 1993/94, 1994/95, 2002/03
  -  Фіналіст (6): 1983/84, 1984/85, 1985/86, 1995/96, 1998/99, 2003/04

- Ліга золотого кубку чемпіонів Коломбо
  -  Чемпіон (3): 1989, 1990, 2003

## Статистика виступів
- Кубок президента АФК: 1 виступ

2010: 4-е місце на Груповому етапі
- Закритий Кубок Ратнам ((«Реновн» проти переможця чемпіонату Малайзії))

1994: Переможець.
- Кубок ПОМІС на Мальдівах: 4 виступи

1987 (чемпіон), 1988, 1990, 1999
- Трофей АІФФ Віттал в Індії: 1 виступ
- Щит ІФА в Індії: 1 виступ